# الحزب الليبيرالي النيوزيلندي
الحزب الليبيرالي النيوزيلندي (بالإنجليزية: New Zealand Liberal Party)‏ هو حزب سياسي نيوزلندي، أسس في 1891، وحل في 1928، ومن مؤسسيه John Ballance ‏.

## أعضاء بارزون
- كود سباركل
- تحديث القائمة

- John Ballance
- Richard Seddon (1890 - 1906)
- جوزيف وارد
- بيتر باك (عالم) (1909 - 1914)
- Āpirana Ngata (1905 - 1928)
- Robert Stout
- توماس ماكنزي
- William Hall-Jones
- جيمس كارول (سياسي نيوزيلندي)
- William Pember Reeves